# Ixodes dendrolagi
Ixodes dendrolagi är en fästingart som beskrevs av Wilson 1967. Ixodes dendrolagi ingår i släktet Ixodes och familjen hårda fästingar.
Artens utbredningsområde är Papua Nya Guinea. Inga underarter finns listade i Catalogue of Life.